# C'era una volta (audiocassette)
C'era una volta è una serie di audiocassette, corredata da fascicoli illustrati, contenenti fiabe preregistrate e destinata principalmente ai bambini in età prescolare. Fu pubblicata alla metà degli anni ottanta e ripubblicata tra il 1990 e il 1991, come seguito della serie, già popolarissima, de I Raccontastorie.

## Formato
Ogni fascicolo conteneva diverse fiabe classiche e racconti per bambini di autori moderni; alcuni di questi racconti erano autoconclusivi, mentre i più lunghi (Il meraviglioso mago di Oz, Il vento tra i salici, Gobbolino e il cavallino di legno e Peter Pan ) erano divisi in puntate pubblicate su diversi fascicoli e diverse audiocassette. Furono pubblicate in tutto 26 audiocassette corredate da altrettanti fascicoli, più uno speciale natalizio nel 1985.
Fra i narratori: Giulietta Masina e Paolo Poli (fra i più attivi, presenti in quasi tutte le audiocassette), Lucia Poli, Giorgio Gaber, Giorgio Melazzi, Sergio Fantoni, Oreste Lionello, Riccardo Peroni, Giulia Lazzarini, Valeria Falcinelli, Simona Izzo, Mariangela Melato, Silvano Piccardi, Lina Volonghi e Gabriele Lavia.